# 曇慧
曇慧（どんえ、朝鮮語: 담혜、生没年不詳）は、中国出身の百済の僧。中国から百済を経由して日本に渡る。

## 人物
『日本書紀』によると、先に来日していた僧道深らと交代するため、欽明天皇十五年（554年)、易博士王道良、五経博士王柳貴、易博士王保孫、医博士王有㥄陀、採薬師潘量豊、固徳丁有陀らとともに来日したという。

## 考証
曇慧来朝を伝える史料は以下である。
ここに「僧曇慧等九人を僧道深等七人に代ふ」とあるから、欽明十五年以前に、僧曇慧以下九人の僧侶が百済から日本に来ていたことになるが、この記事は信用しがたい。第一に、もっとも重要な僧侶の来朝記事がみえないからである。もちろん、『日本書紀』の脱漏の可能性も考えなければならないが、仏像と経典の記事を詳しく書いた編者が、僧侶記事を落とすとは考えにくい。そして、次にみる敏達朝の記事が、当時の日本には百済僧がいなかったことを推測させる。
この記事によると、蘇我馬子は使者を四方に派遣して、仏法の師を求めている。蘇我馬子の命をうけた司馬達等・池辺直氷田は、播磨国で還俗した僧をみつけ、高句麗から渡来した恵便であった。蘇我馬子はその恵便を再び出家させ、師としたというのであるが、一つの疑問が生じる。欽明朝以来、もっとも仏教を擁護してきたのが蘇我氏であり、その蘇我氏がなにゆえ、還俗した高句麗僧を「師」としなければならなかったのか。欽明天皇十五年の百済僧交代の記事が事実ならば、蘇我馬子はそれらの百済僧から仏教の師を選べばよいはずであるが、それが行えなかったということは、とりもなおさず、当時の日本国内には百済からの請来僧がいなかったということを意味し、このことは、欽明天皇十五年の僧侶交代記事が事実と相違していることを意味する。すなわち、敏達天皇十三年までは、少なくとも日本には僧侶がいなかった。それは、亡命百済人にとって、聖明王は故国の輝かしき王であり、その王の事績をできるだけ輝かしきものとするためには、仏像と経典だけでなく、僧侶の派遣も他の朝鮮二国に先んじて百済が行ったと記録したかったと解釈される。
『日本書紀』には、百済三書と称される『百済記』『百済新撰』『百済本記』といった史料が引用されている。これらは、新羅に滅ぼされ、百済復興戦でも白村江で敗れた百済の知識人たちが、日本に亡命した結果、百済の史料が日本にもたらされて、『日本書紀』編纂において利用されたものとみて間違いなかろう。『日本書紀』の有名な仏教公伝記事は、百済から伝えられたのは仏像と経典だけで、僧侶は伴われていない。当時の百済の状況としては、対新羅戦、対高句麗戦の軍事的協力を日本から得たいという具体的目的があり、けっして文化的な行動ではなく、軍事的思惑での仏教伝来であったから、物だけで十分で、人は必要ないと考えられたのかもしれない。百済から仏像と経典が贈られたことは認めたとして、これをもって歴史的に仏教公伝と呼んでよいのであろうか。仏教とは「仏・法・僧」つまり、仏像、経典、僧侶の三者が揃って初めて仏教足りえる。むしろ、僧侶こそが、その三者のなかで最も重要といえ、そのことは、戦国時代のキリスト教宣教師たちの存在を思い起こせば、容易に理解でき、十字架や聖書があっても、それを解説してくれる人間がいなければ、宗教は受容されない。